# Podviharke
Podviharke (znanstveno ime Paxillaceae) so družina gliv iz redu cevark (Boletales).

## Seznam rodov podvihark Slovenije[3]
- jelšarji (Gyrodon)
- kamrovci (Melanogaster)
- podvihanke (Paxillus)